# 帕拉通卡河

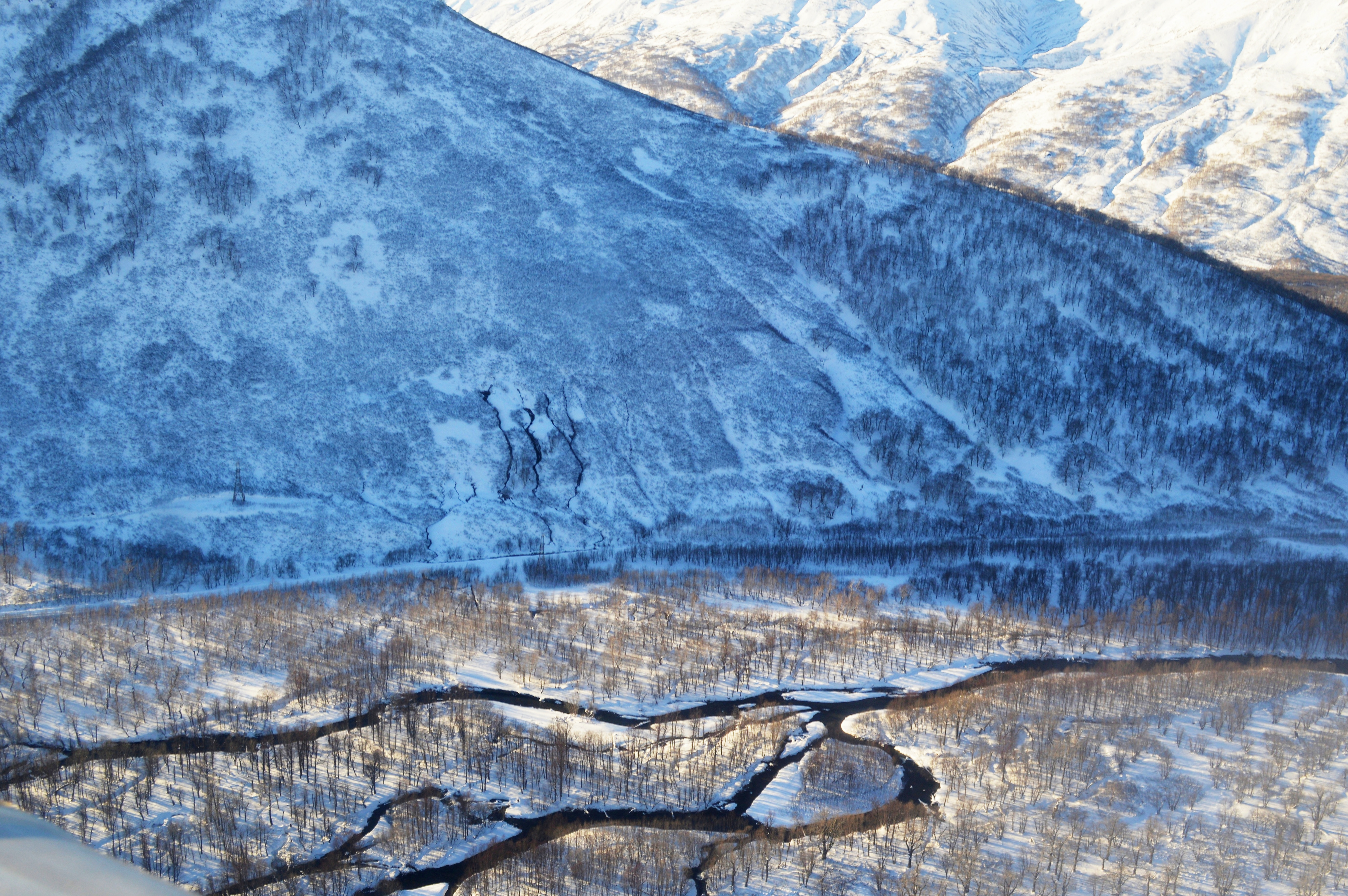
帕拉通卡河

帕拉通卡河是俄羅斯的河流，位於堪察加半島，河道全長約81公里，流域面積1,500平方公里，最終注入阿瓦查灣，是虹鱒和遠東紅點鮭的棲息地。